# あれが港の灯だ
『あれが港の灯だ』（あれがみなとのひだ）は、1961年に公開された今井正監督の日本映画。

## スタッフ
以下のスタッフ名はKINENOTEに従った。
- 監督 - 今井正
- 脚色 - 水木洋子
- 原作 - 水木洋子
- 企画 - 岡田寿之、吉野誠一、市川喜一
- 撮影 - 飯村雅彦
- 美術 - 下沢敬悟
- 音楽 - 林光
- 録音 - 内田陽造
- 照明 - 森沢淑明
- 編集 - 長沢嘉樹

## 出演者
以下の出演者名と役名は、特に記載がない限りKINENOTEに従った。
- 江原真二郎 - 木村秀夫
- 高津住男 - 石田
- 岡本四郎 - 茂樹
- 安田千永子 - 美果子
- 岸田今日子 - 金玉順
- 山村聡 - 後藤漁撈長
- 中山昭二 - 後藤二郎（次郎）
- 清川虹子 - 後藤きよ
- 長谷川裕見子 - 後藤千鶴子
- 村瀬幸子 - 日野千代
- 加藤嘉 - 矢坂
- 河野秋武 - 田島船長
- 山本麟一 - 船員松村
- 小笠原章二郎 - 船員土谷
- 潮健児 - 船員関口
- 岡部正純 - 船員杉山
- 久地明 - 船員中島
- 多麻井敏 - 船員竹井
- 柳生博 - 船員宮崎通信士
- 金井大 - 船員機関長
- 鈴木啓太郎 - 船員ナンバン
- 辰巳敏久 - 船員油さし
- 飯島与志夫 - 西岡甲板長
- 桜むつ子 - 西岡甲板長の妻初子
- 浅沼創一 - 西岡甲板長の息子浩
- 五月藤江 - 西岡甲板長の母
- 東百合子 - 「ポポ」の女給仕
- 浦野みどり - 「ポポ」の女学生風の娘
- 多々良純 - 「つる代」の中年客
- 浪花千栄子 - 「つる代」のおかみ
- 谷本小夜子 - 「ドラゴン」の女
- 木村功 - 怪船の若い警備官
- 沢彰謙 - 護備救難課長
- 増田順司 - 護備救難係員
- 内藤勝次郎 - 護備救難医者
- 豊野弥八郎 - 仲買の男
- 三重街竜 - 荷割の男
- 穂高稔 - マンボ取り
- 織田政雄[2]

## 受賞歴
- 1961年度 第35回キネマ旬報賞[3]
  - 脚本賞 水木洋子（『婚期』『もず』『あれが港の灯だ』）[4]
  - 日本映画ベスト・テン7位　『あれが港の灯だ』（今井正監督）
- 1961年度 第12回ブルーリボン賞
  - 助演男優賞 山村聡『あれが港の灯だ』『河口』[4][5]